# Liste von Söhnen und Töchtern der Stadt Örebro
Dies ist eine Liste bekannter Persönlichkeiten, die in der schwedischen Stadt Örebro (Provinz Örebro län) geboren wurden. Die Liste erhebt keinen Anspruch auf Vollständigkeit.

## 1401–1900

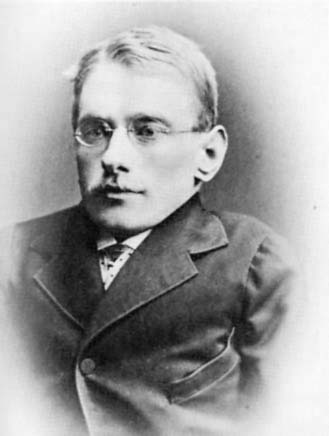
Jonas Wenström
(1855–1893)

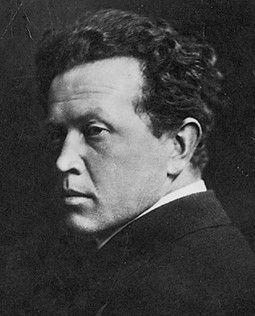
Hjalmar Bergman
(1883–1931)

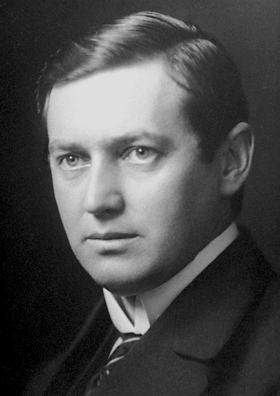
Manne Siegbahn
(1886–1978)

- Olaus Petri (1493–1552), lutherischer Theologe und Reformator
- Laurentius Petri (1499–1573), erster lutherischer Erzbischof
- Johan Lillieström (1597–1657), Diplomat, Politiker und Regierungsbeamter
- Olof Bromelius (1639–1705), Botaniker und Arzt
- Wilhelmina Lagerholm (1826–1917), Porträt- und Genremalerin sowie Fotografin
- Reinhold Callmander (1840–1922), Maler, Illustrator, Möbelgestalter und Kunstlehrer
- Karl Oskar Medin (1847–1927), Kinderarzt (geboren in Axberg)
- Jonas Wenström (1855–1893), Erfinder, Mitgründer von ASEA (heute ABB)
- Karin Larsson (1859–1928), Künstlerin
- Carl Rudolf Bernadotte Nordenstam (1863–1942), schwedisch-norwegischer Zauberkünstler
- Lars Phragmén (1863–1937), Mathematiker
- Efraim Liljequist (1865–1941), Philosoph
- Gustaf Lewenhaupt (1879–1962), Dressurreiter und Olympiasieger 1912[1]
- Hjalmar Bergman (1883–1931), Schriftsteller
- Karl Fryksdahl (1885–1945), Dreispringer
- Torsten Kumfeldt (1886–1966), Schwimmer und Wasserballspieler[2]
- Albert Pettersson (1886–1960), Gewichtheber und olympischer Bronzemedaillengewinner 1920[3]
- Manne Siegbahn (1886–1978), Physiker und Nobelpreisträger
- Oscar Eriksson (1889–1958), Sportschütze
- Josef Landsberg (1890–1964), Radrennfahrer[4]
- Bertil Lindblad (1895–1965), Astronom
- Gunnar Söderlindh (1896–1969), Turner
- Einar Gjerstad (1897–1988), Archäologe und Althistoriker
- Sture Ericsson (1898–1945), Turner
- Håkan Malmrot (1900–1987), Schwimmer

## 1901–1950

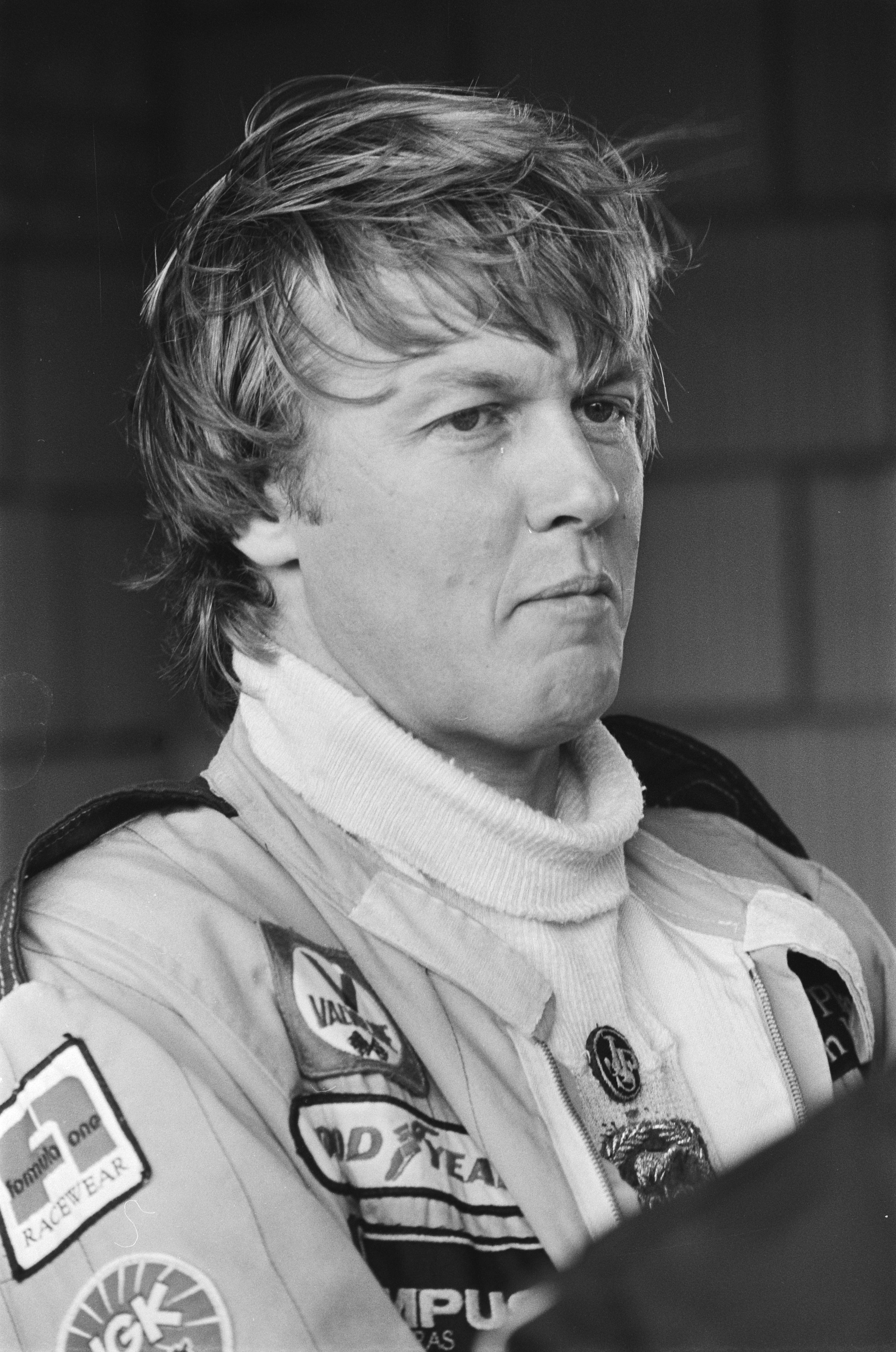
Ronnie Peterson
(1944–1978)

- Dagmar Salén (1901–1980), Regattaseglerin
- Edita Morris (1902–1988), schwedisch-US-amerikanische Autorin und politische Aktivistin gegen die atomare Aufrüstung
- Eivar Widlund (1906–1968), Fußballspieler
- Henry Allard (1911–1996), Politiker
- Claes Egnell (1916–2012), Moderner Fünfkämpfer und Sportschütze
- Gösta Lindh (1924–1984), Fußballspieler
- Bengt Broms (1928–2023), Bauingenieur für Geotechnik
- Rolf Dahlgren (1932–1987), Botaniker
- Katarina Taikon (1932–1995), Autorin, politische Aktivistin und Schauspielerin
- Håkan Berggren (1936–2017), Historiker und Diplomat
- Lars Terenius (* 1940), Pharmakologe und Neurowissenschaftler
- Boel Flodgren (* 1942), Rechtswissenschaftlerin
- Börje Jansson (* 1942), Motorradrennfahrer
- Benny Lennartsson (* 1942), Fußballspieler
- Ronnie Peterson (1944–1978), Formel-1-Rennfahrer
- Stig Blomqvist (* 1946), Rallyefahrer
- Ola Brunkert (1946–2008), Schlagzeugspieler
- Lars Skåål (1949–2022), Wasserballspieler

## 1951–1980
- Kent-Erik Andersson (* 1951), Eishockeyspieler
- Lars Jansson (* 1951), Jazzmusiker
- Hasse Borg (* 1953), Fußballspieler

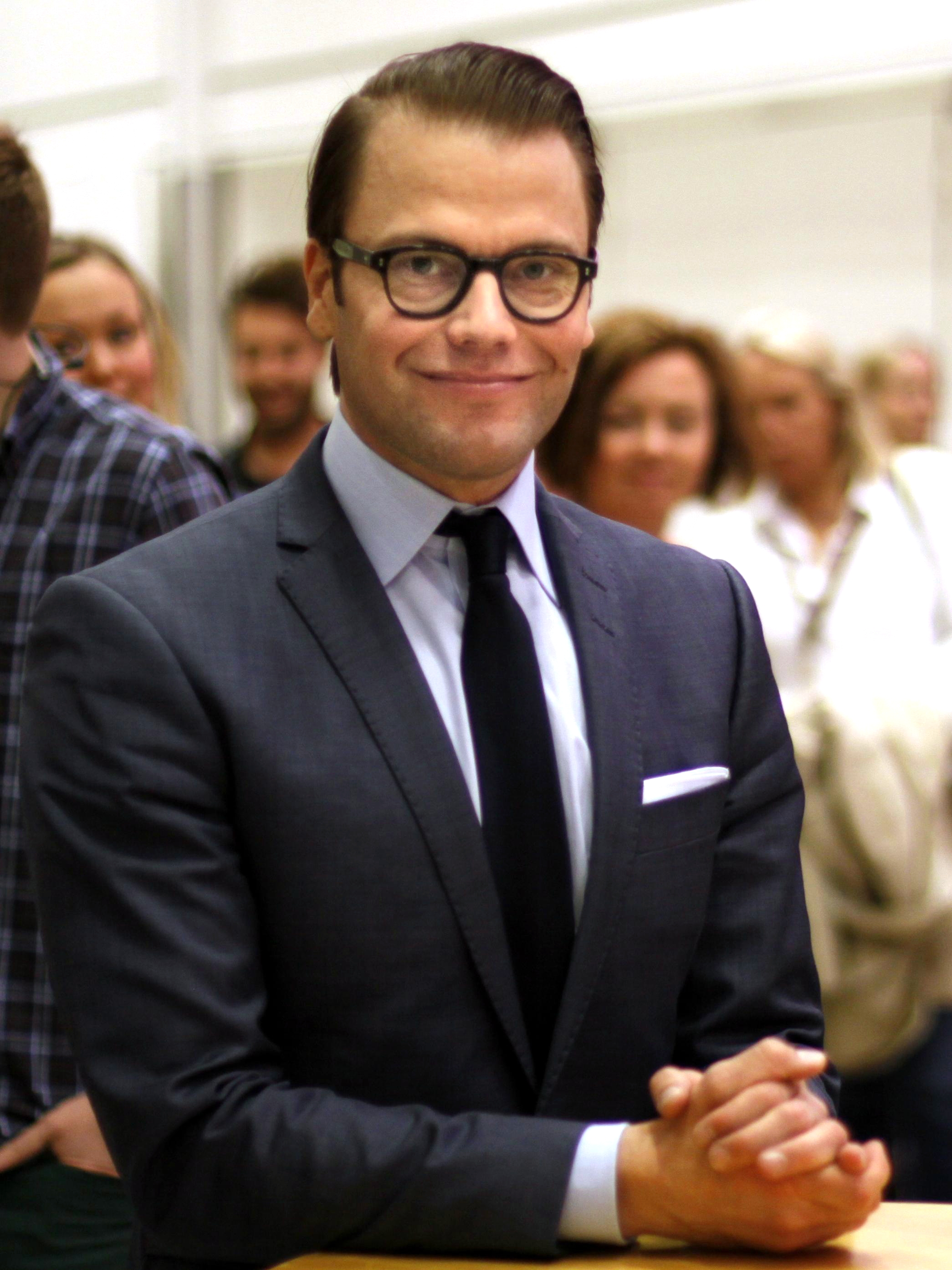
Daniel von Schweden
(* 1973)

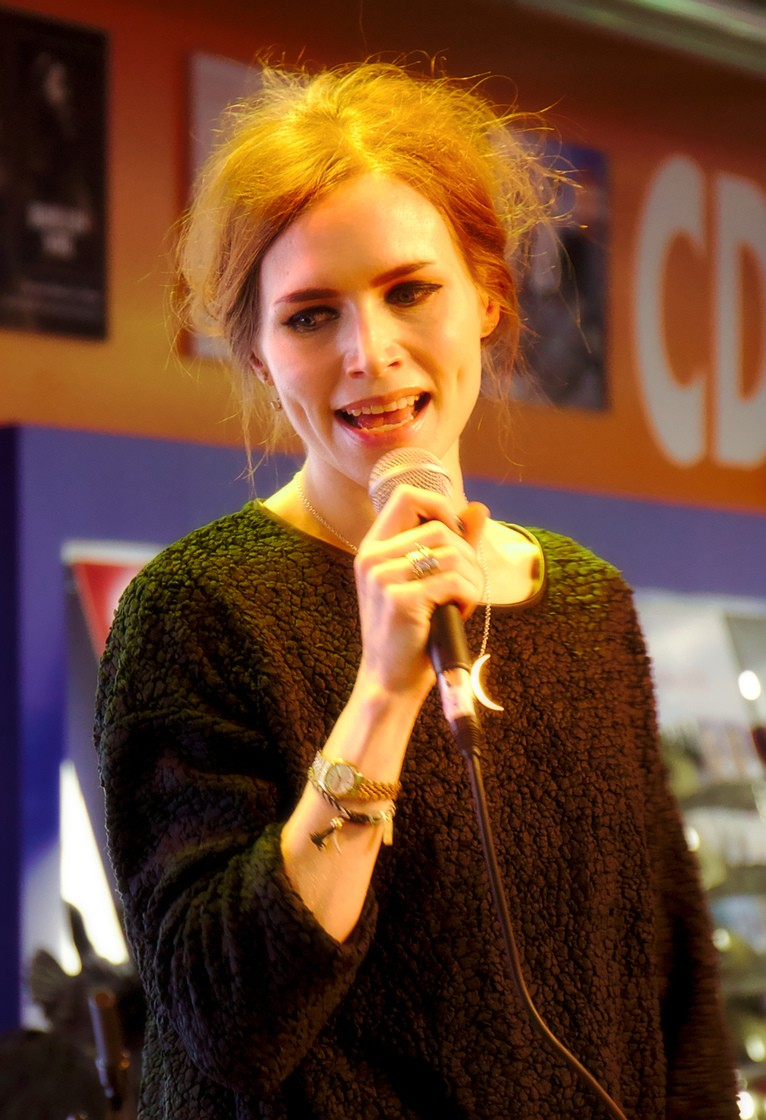
Nina Persson
(* 1974)

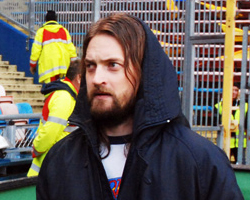
Mats Rubarth
(* 1977)

- Stefan Borg (* 1954), Übersetzer und Verleger
- Mikael Godée (* 1957), Jazzmusiker
- Anna Jansson (* 1958), Schriftstellerin
- Ann Rosendahl (* 1959), Skilangläuferin
- Kjell Nilsson (* 1962), Radrennfahrer
- Pernilla Stalfelt (* 1962), Kinderbuchautorin und Illustratorin
- Susanne Gunnarsson (* 1963), Kanutin, Goldmedaillen-Gewinnerin
- Peter Andersson (* 1965), Eishockeyspieler und -trainer sowie -funktionär
- Rikard Bergh (* 1966), Tennisspieler
- Sven Stojanović (* 1969), schwedischer Regisseur serbischer und kroatischer Herkunft
- Christer Fursth (* 1970), Fußballspieler
- Prinz Daniel von Schweden (* 1973), Ehemann von Kronprinzessin Victoria von Schweden
- Thommy Andersson (* 1973), Jazzmusiker
- Magnus Kihlberg (* 1973), Fußballspieler
- Fredrik Larzon (* 1973), Musiker
- Lena Rådström Baastad (* 1974), Politikerin[5][6]
- Mathias Färm (* 1974), Musiker
- Nina Persson (* 1974), Musikerin
- Marino Rahmberg (* 1974), Fußballspieler
- Nikola Sarcevic (* 1974), Musiker
- Maria Sveland (* 1974), Journalistin und Schriftstellerin
- Erik Ohlsson (* 1975), Musiker
- Abgar Barsom (* 1977), Fußballspieler aramäischer Herkunft
- Johan Brolenius (* 1977), Skirennläufer
- Mats Rubarth (* 1977), Fußballspieler
- Christian Berglund (* 1980), Eishockeyspieler

## 1981–2000
- Josefine Lindstrand (* 1981), Sängerin
- Johan Röjler (* 1981), Eisschnellläufer
- Jonas Myrin (* 1982), Musiker

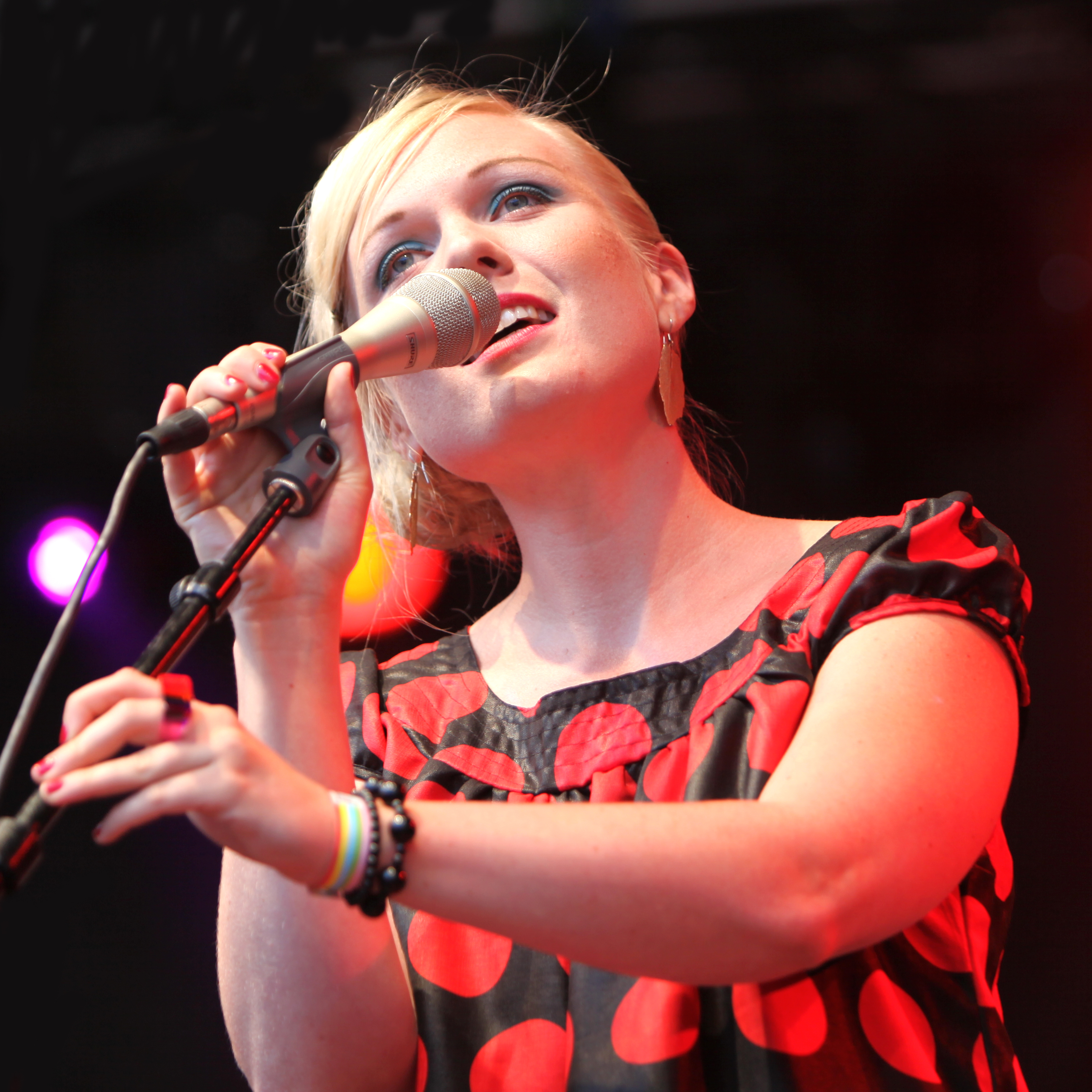
Josefine Lindstrand
(* 1981)

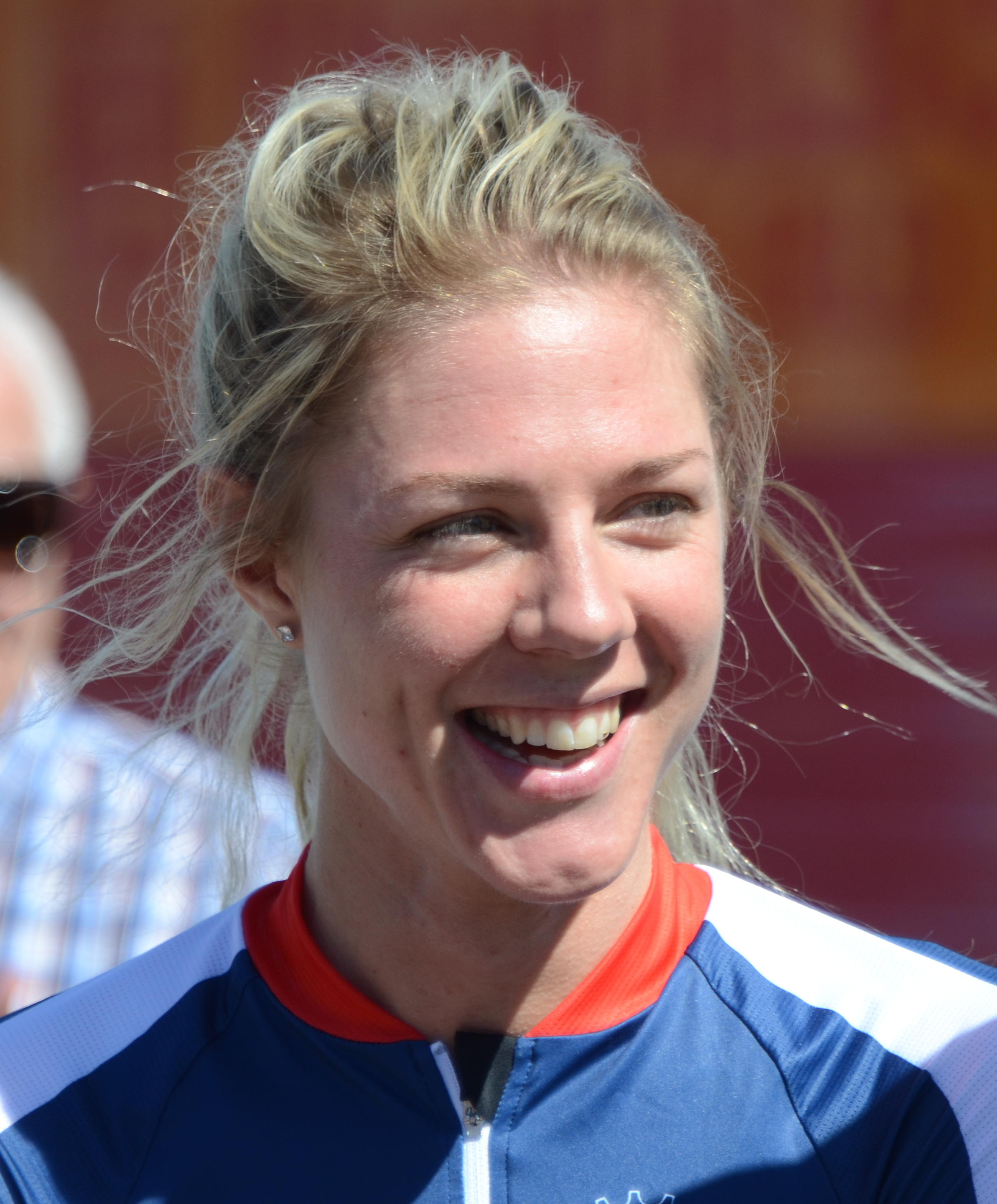
Emilia Fahlin
(* 1988)

- Mariam Wallentin (* 1982), Musikerin und Schauspielerin
- Fredrik Eriksson (* 1983), Eishockeyspieler
- Jens Byggmark (* 1985), Skirennläufer
- Carl Gunnarsson (* 1986), Eishockeyspieler
- Johan Ryno (* 1986), Eishockeyspieler
- Jenni Asserholt (* 1988), Eishockeyspielerin
- Emilia Fahlin (* 1988), Radrennfahrerin
- Jimmy Durmaz (* 1989), Fußballspieler
- Kevin Walker (* 1989), schwedischer Fußballspieler und Musiker irischer Herkunft
- Hanna Erikson (* 1990), Skilangläuferin
- Jesper Florén (* 1990), Fußballspieler
- Oscar Jansson (* 1990), Fußballspieler
- Jonathan Ring (* 1991), Fußballspieler
- Isaac Kiese Thelin (* 1992), Fußballspieler
- Gabriel Carlsson (* 1997), Eishockeyspieler
- Freja Olofsson (* 1998), Fußballspielerin
- Karl Friberg (* 1999), Tennisspieler